# Takahashi Yutaro
Yutaro Takahashi (sinh ngày 3 tháng 10 năm 1987) là một cầu thủ bóng đá người Nhật Bản.

## Sự nghiệp câu lạc bộ
Yutaro Takahashi đã từng chơi cho Vissel Kobe, Cerezo Osaka, Roasso Kumamoto và V-Varen Nagasaki.